# Дейвил (град, Орегон)
Дейвил (на английски: Dayville) е град в окръг Грант, щата Орегон, САЩ. Дейвил е с население от 138 жители (2000) и обща площ от 1,3 km². Намира се на 715,67 m надморска височина. ЗИП кодът му е 97825, а телефонният му код е 541.